# سرگی میلنیکوف
سرگی میلنیکوف (روسی: Сергей Александрович Мыльников؛ ۶ اکتبر ۱۹۵۸ – ۲۰ ژوئن ۲۰۱۷) بازیکن هاکی روی یخ اهل اتحاد جماهیر شوروی سوسیالیستی بود.